# هيذر سميث
هيذر سميث هي لاعبة كرلنغ كندية، ولدت في 21 سبتمبر 1972 في Sackville, New Brunswick ‏ في كندا.

## وصلات خارجية
- هيذر سميث على موقع الاتحاد الدولي للكرلنغ (الإنجليزية)